# Luis Francisco Esplá
Luis Francisco Esplá Mateo (Alicante, 19 de agosto de 1957), conocido como Luis Francisco Esplá, es un licenciado en Bellas Artes que ha desarrollado su carrera profesional como torero y pintor. Como matador de toros está inscrito dentro del Registro de Profesionales taurinos del Ministerio de Cultura con el número 72.

## Biografía
De familia taurina, su padre había sido novillero y ganadero, y había fundado una escuela de tauromaquia. Su hermano Juan Antonio Esplá, es también matador de toros. Dos días después de su decimosexto cumpleaños, el 21 de julio de 1974, se puso por primera vez el traje de luces en Benidorm, y a finales de ese año el 22 de diciembre toreó su primera corrida con picadores en la plaza de Santa Cruz de Tenerife. Tomó la alternativa en Zaragoza el 23 de mayo de 1976, con diecisiete años siendo su padrino Paco Camino, y testigo Pedro Moya, "El Niño de la Capea". Casi un año después el 19 de mayo de 1977, confirmó la alternativa en la Madrid, con Curro Romero como padrino y Paco Alcalde de testigo. 
Su tarde más importante fue en Madrid el 1 de junio de 1982, con toros de Victorino Martín y con Francisco Ruiz Miguel y José Luis Palomar como compañeros de cartel. Salió por la puerta grande tras cortar dos orejas a su segundo toro y además recibió el trofeo “Andanada” al mejor par de banderillas de toda la feria. Participó en numerosos carteles con otros toreros-banderilleros reconocidos por esta especialidad como Nimeño II, Morenito de Maracay y Victor Mendes. 
Su hijo Alejandro Esplá es también matador de toros.

## Pintor
El torero alicantino también se ha caracterizado por su gusto por las artes plásticas, especialmente por la pintura, género que ha cultivado durante toda su carrera; presentado su primera exposición en 1988, en la galería Dragos (Madrid). Asimismo, su trabajo ha sido parte de otras exposiciones en diversos países de Europa y también en América.

Sobre su concepción estilística el propio Esplá, en una entrevista concedida a Radio Alicante manifestó su tendencia al expresionismo y al fauvismo:
Mi estilo pasa del expresionismo al fauvismo. Es una manera de pintar enormemente fuerte, con planteamientos a lo Gutiérrez Solana, pero en mi obra siempre está presente la luz del Mediterráneo. Ahora estoy muy metido en la pintura. Me paso horas enteras creando y dándole vueltas a mis pinturas.